# Kritscherysia longimembrum
Kritscherysia longimembrum är en stekelart som beskrevs av Fischer 1993. Kritscherysia longimembrum ingår i släktet Kritscherysia och familjen bracksteklar. Inga underarter finns listade i Catalogue of Life.